# Aa achalensis
Aa achalensis è una specie di orchidea del genere Aa. Si trova ad altitudini elevate nelle Sierras de Córdoba in Argentina.

## Descrizione
Aa achalensis raggiunge altezze tra 20 e 30 cm.
Aa achalensis può essere riconosciuta dai suoi rachidi, scapi e ovari glabri, una caratteristica che nessun'altra specie di Aa argentina possiede. Possiede piccoli fiori racemosi bianchi. Fiorisce in estate, tra settembre e dicembre, e fruttifica fino ad aprile.

## Distribuzione e habitat
Endemica di alcune parti della Sierra de Córdoba nel nord dell'Argentina, Aa achalensis è più comune tra 1500 e 2500 m sul livello del mare, anche se può trovare fino a 3500 m di altitudine.  Queste orchidee crescono nelle foreste montane e nelle praterie e si trovano associate alla micorriza fungina.